# Big Ravine (Atkinson)
Die Big Ravine (auch: Kusaia Ravine) ist ein kurzer Fluss im Osten von Dominica im Parish Saint David.

## Geographie
Die Big Ravine entspringt auf dem Hügelkamm im Zentrum von Atkinson und stürzt in kurzen, steilem Lauf nach Osten, wo sie nach wenigen hundert Metern, etwas südlich von Pagua Pointe (Baraisiri Pointe) an der Steilküste in den Atlantik mündet.
Die Quellen entstehen aus demselben Grundwasserleiter wie der westlich benachbarte Magua River und die südlich benachbarte Waynika Ravine.